# Peter Larsson (calciatore 1961)
Peter Larsson (Nässjö, 8 marzo 1961) è un allenatore di calcio ed ex calciatore svedese, di ruolo difensore.

## Carriera
Con la nazionale svedese ha preso parte al campionato del mondo 1990.

## Palmarès

### Giocatore

#### Club

##### Competizioni nazionali
- Campionato svedese: 2

IFK Göteborg: 1984, 1987
- Campionato olandese: 1

Ajax: 1989-1990
- Mästerskapsserien: 1

AIK: 1992

##### Competizioni internazionali
- Coppa UEFA: 1

IFK Göteborg: 1986-1987